# Francisco Arrué
Francisco Esteban Arrué Pardo, född 7 augusti 1977 i São Paulo, Brasilien, är en chilensk före detta fotbollsspelare.